# داريوس ماسكوليناس
داريوس ماسكوليناس مواليد 6 يناير 1971 في يونافا، الجمهورية الليتوانية السوفيتية الاشتراكية، الاتحاد السوفيتي، هو لاعب كرة سلة ليتواني سابق تحول إلى التدريب بعد الاعتزال بدأ مسيرته الاحترافية في سنة 1992. يبلغ طوله 6 قدم 5 بوصة (2.0 م). مثّل منتخب بلاده. شارك في مسابقة كرة السلة في الألعاب الأولمبية الصيفية. اعتزل اللعب في 2005.

## فرق لعب لها
- زالغيريس لكرة السلة

## الميداليات
| الميدالية | المسابقة                         |
| --------- | -------------------------------- |
| فضية      | بطولة أمم أوروبا لكرة السلة 2013 |

## روابط خارجية
- داريوس ماسكوليناس على موقع الاتحاد الدولي لكرة السلة (الإنجليزية)
- داريوس ماسكوليناس على موقع كرة السلة الأوروبية.كوم (الإنجليزية)
- داريوس ماسكوليناس على موقع ريلجم (الإنجليزية)
- داريوس ماسكوليناس على موقع بروبوليرز (الإنجليزية)
- داريوس ماسكوليناس على موقع سبورتس رفرنس (الإنجليزية)
- داريوس ماسكوليناس على موقع أوليمبيديا (الإنجليزية)